# Cacosternum parvum
Espèce
Synonymes
- Cacosternum nanum parvum Poynton, 1963

Statut de conservation UICN

 LC  : Préoccupation mineure
Cacosternum parvum est une espèce d'amphibiens de la famille des Pyxicephalidae.

## Répartition
Cette espèce se rencontre entre 1 200 m et au moins 2 100 m d'altitude, :
- en Afrique du Sud, dans les provinces de KwaZulu-Natal et de Mpumalanga ;
- dans l'Est du Lesotho ;
- dans l'Ouest du Swaziland.

## Description
L'holotype de Cacosternum parvum, un mâle adulte, mesure 15,5 mm.

## Étymologie
Son nom d'espèce, du latin parvum, « petit, de petite taille », lui a été donné en référence à sa morphologie.

## Publication originale
- Poynton, 1963 : Descriptions of southern African amphibians. Annals of the Natal Museum, vol. 15, p. 319-332 (texte intégral).